# Alojzija Štebi
Alojzija Štebi (n. 24 martie 1883, Laibach, Austro-Ungaria – d. 9 august 1956, Ljubljana, Republica Socialistă Slovenia, RSF Iugoslavia) a fost o feministă, educatoare și politiciană din Slovenia. Și-a început cariera ca învățătoare, apoi s-a implicat activ în promovarea drepturilor femeilor și a intrat în politică și jurnalism. Conștientizând lipsa de egalitate civică, politică și socială, a folosit scrierile și pozițiile sale politice pentru a lupta pentru o societate mai echitabilă. Deși susținea unificarea Iugoslaviei, era precaută în privința riscurilor de a pierde anumite drepturi pe care statele individuale le aveau înainte de unire. A fondat Alianța Feministă a Regatului Sârbilor, Croaților și Slovenilor, cu scopul de a uni femeile din noul stat și de a milita pentru salarii egale, căsătorii civile, protecția copiilor și un sistem de siguranță socială pentru muncitori.

## Tinerețe
Alojzija Štebi s-a născut la 24 martie 1883 în Ljubljana, care la acea vreme făcea parte din Austro-Ungaria, de Marija (n. Kunstel) și Anton Štebi.  Era cunoscută în mod familiar ca „Lojzka”. Štebi a urmat școlile primare și liceale de fete înainte de a intra în formarea de profesor în 1899.  A absolvit în 1903 școala normală din Ljubljana. 

## Carieră
După terminarea studiilor, Štebi a plecat imediat să lucreze în Tainach, Carintia, ca profesor suplinitor . În anul următor, ea a început să lucreze ca profesoară cu normă întreagă în Tržič  și în 1911 a început să scrie despre problemele femeilor.  Până în 1912, scria pentru un ziar socialist, Zarja (Zarie). Concomitent, ea a început să editeze ziarul membrilor sloveni ai Sindicatului Austriac al Lucrătorilor din Tutun, Tobačni delavec (Lucrător din tutun). În 1913, Štebi a fost ales în Adunarea Provincială Carniolană reprezentând Partidul Social-Democrat Iugoslav și a început să vorbească la întâlnirile din regiune. Activitățile și ideologia ei de stânga au creat conflicte cu autoritățile școlare, ducând la demisia ei în 1914. Și-a continuat să scrie și să editeze, inclusiv devenind redactor în 1915 pentru ziarul socialist al femeilor, Ženski list (ziarul pentru femei); redactor-șef al cotidianului social-democraților, Naprej (Înainte) în 1917; și redactor-șef al revistei Demokracija (Democrația) în 1918. 
În 1917, Štebi, care a sprijinit înființarea unui stat iugoslav, s-a alăturat altor femei social-democrate pentru a fonda Societatea Socială Slovenă (slovenă Slovenska socialna matica), sperând să protejeze drepturile femeilor și copiilor în noul stat propus.  Ea se temea că adoptarea unui cod civil în stil sârb va diminua drepturile civile ale femeilor slovene și a făcut presiuni pentru schimbări care să protejeze femeile din diversele culturi dintr-un stat iugoslav unificat.  În 1918, ea a publicat o lucrare importantă, Demokratizem in ženstvo (Democrația și feminitatea), subliniind un program pentru îmbunătățirea oportunităților educaționale ale femeilor, acordarea dreptului de vot al femeilor și protejarea drepturilor civile.  Deși credea că femeile ar trebui să aibă acces egal la drepturile civile, sociale și politice, Štebi a considerat că femeile și bărbații au abilități diferite. Ea a exprimat că, dacă femeile și-ar folosi instinctele materne, ar putea fi eficiente în crearea schimbării sociale prin întărirea moralității societale, creând o societate mai puțin instabilă.  În același an, ea a început să lucreze pentru guvernul național al Regatului Sârbilor, Croaților și Slovenilor în calitate de superintendent în Departamentul pentru Protecția Tineretului din Ljubljana. Va fi prima dintre mai multe funcții guvernamentale pe care Štebi le-a ocupat, preocupată de bunăstarea și politica socială, înainte de a fi împinsă din guvern în 1927 din cauza politicii sale.  
Štebi a fost membru al Asociației Naționale a Femeilor din Regatul Sârbilor, Croaților și Slovenilor între 1919 și 1923, dar a părăsit organizația din cauza ineficienței lor. În același an, ea a fondat Alianța Feministă a Regatului Sârbilor, Croaților și Slovenilor, care a fost redenumită în 1926 Alianța Mișcărilor Femeilor din Iugoslavia (slovenă Aliansa ženskih pokretov Jugoslavije (AZPJ)). Štebi a fost președinte al organizației, care își propunea să asigure egalitatea civilă, politică și socială pentru femei, până în 1927.  Organizația s-a răspândit în toată țara și a servit ca un mijloc de a-și uni diferitele culturi într-o cauză comună.  Ea a văzut socialismul ca un mijloc de reorganizare a atitudinilor societății față de femei și a citit pe scară largă, inclusiv lucrări de August Bebel, Friedrich Engels, Ellen Key, Rosa Luxemburg, Karl Marx și Tomáš Garrigue Masaryk .  În acest interval de timp, ea a participat la numeroase grupuri și conferințe internaționale de femei, cum ar fi Congresul de la Roma din 1923 al Alianței Internaționale pentru Dreptul Femeilor (IWSA); conferința Mica Înțelegere a Femeilor (LEW) din 1925, organizată la Belgrad ; Reuniunea din 1925 a Consiliului Internațional al Femeilor (ICW) de la Washington, DC ; Conferința Femeilor de la Praga din 1926; Congresul IWSA de la Berlin din 1929; Consiliul de la Paris din 1934 al ICW; și Consiliul din Dubrovnik din 1936 al ICW. 
Mutându-se la Belgrad, în 1927, Štebi a început să editeze un jurnal pentru AZPJ, Ženski pokret (Mișcarea femeilor), pe care îl va edita până în 1938.  Jurnalul a fost publicat în slovenă, croată și sârbă .  Ea a publicat două broșuri care au fost traduse în franceză pentru a explica mișcarea femeilor iugoslave publicului internațional – Le travail des féministes Yugoslaves (1931) și L'activité des sociétés feminines en Yugosloavie (1936).  Štebi s-a angajat în 1933 ca secretar adjunct al Ministerului Politicii Sociale și Sănătății Naționale.  În acest rol, ea a devenit un avocat al eugeniei, bazat pe modelul norvegian, care sa concentrat pe nevoia socială de planificare familială, mai degrabă decât pe o politică de stat de a viza indezirabilii.   Štebi a susținut, de asemenea, măsuri care să asigure paritatea între bărbați și femei în sferele domestice, personale și politice. Pe lângă vot, ea a pledat pentru căsătoria civilă, custodia egală a copiilor și recunoașterea descendenților nelegitimi .  Ea credea în legile de proprietate egală, care confereau moștenire egală, dar a văzut și că redefinirea drepturilor de proprietate ar putea fi folosită pentru a redefini rolurile sociale și politice.   Pe plan economic, Štebi a propus ca munca casnică să fie evaluată ca forță de muncă remunerată, ca angajații publici să fie plătiți cu salarii egale și ca asigurarea să fie extinsă pentru a acoperi accidentele, decesul, bolile, vătămările și bătrânețea pentru ambele sexe. De asemenea, ea a propus ca femeilor să li se permită să participe în funcții de inspector de muncă pentru a implementa controale în beneficiul bunăstării și sănătății sociale.  Štebi a pledat împotriva muncii copiilor și a exploatării lucrătorilor. 
În 1940, Štebi s-a întors la Ljubljana și, din cauza sănătății precare, s-a mutat cu fratele ei, Anton Štebi și cu soția sa, o activistă pentru drepturile femeilor. Gospodăria sa alăturat partizanilor sloveni în 1941 ca colaboratori, ceea ce a dus la uciderea fratelui ei de către naziști și la deportarea și moartea cumnatei ei la Auschwitz până în anul următor. Când războiul s-a încheiat, Štebi a revenit la munca guvernamentală pentru nou formata Republică Populară Slovenia . A lucrat în cadrul Departamentului de Educație și Perfecționare a Resurselor Umane, devenind șef al departamentului în 1947. În anul următor, a fost promovată la conducerea Consiliului de Administrație pentru Muncitori. După doi ani, Štebi s-a transferat de la Ministerul Muncii la Ministerul Educației și a lucrat pentru scurt timp în Departamentul de școli profesionale înainte de pensionare în 1950. Din 1950 până în 1956, a primit sarcini contractuale de la Ministerul Educației. 

## Moartea și moștenirea
Štebi a murit la 9 august 1956, la Ljubljana. La momentul morții ei, contribuțiile lui Štebi au fost privite cu dizgrație de către regimul comunist. 